# Модзерово (гміна Ізбиця-Куявська)
Модзерово (пол. Modzerowo) — село в Польщі, у гміні Ізбиця-Куявська Влоцлавського повіту Куявсько-Поморського воєводства.
Населення — 151 особа (2011).
У 1975-1998 роках село належало до Влоцлавського воєводства.

## Демографія
Демографічна структура станом на 31 березня 2011 року:
|          | Загалом | Допрацездатний вік | Працездатний вік | Постпрацездатний вік |
| -------- | ------- | ------------------ | ---------------- | -------------------- |
| Чоловіки | 86      | 17                 | 62               | 7                    |
| Жінки    | 65      | 14                 | 35               | 16                   |
| Разом    | 151     | 31                 | 97               | 23                   |